# Koniec (przystanek kolejowy)
Koniec – nieczynny wąskotorowy przystanek osobowy w Końcu, w gminie Lubraniec, w powiecie włocławskim, w województwie kujawsko-pomorskim, w Polsce. Został wybudowany w 1914 roku przez okupacyjne wojska niemieckie razem z linią kolejową z Płowiec do Strykowa.